# Greatstone-on-Sea
Greatstone-on-Sea – wieś w Anglii, w hrabstwie Kent, w dystrykcie Folkestone and Hythe. Leży 46 km na południowy wschód od miasta Maidstone i 97 km na południowy wschód od centrum Londynu.